# Ashley (Northamptonshire)
Ashley – wieś w Anglii, w hrabstwie Northamptonshire, w dystrykcie (unitary authority) North Northamptonshire. Leży 30 km na północ od miasta Northampton i 121 km na północny zachód od Londynu. W 2001 miejscowość liczyła 217 mieszkańców.